# Seznam slovenských hráčů v NHL v sezóně 2005/2006
Seznam slovenských hráčů v NHL v sezóně 2005/2006 uvádí slovenské hokejisty, kteří v této sezóně hráli za některý tým v kanadsko-americké NHL.

| Tým                   | Věk | Hráč               | Post | Počet zápasů ZČ | Branky ZČ | Asistence ZČ | Body ZČ | Počet zápasů v play off | Branky v play off | Asistence v play off | Body v play off |
| --------------------- | --- | ------------------ | ---- | --------------- | --------- | ------------ | ------- | ----------------------- | ----------------- | -------------------- | --------------- |
| Atlanta Thrashers     | 26  | Marián Hossa       | F    | 80              | 39        | 53           | 92      | Ne                      |                   |                      |                 |
| Los Angeles Kings     | 29  | Ľubomír Višňovský  | D    | 80              | 17        | 50           | 67      | Ne                      |                   |                      |                 |
| Minnesota Wild        | 23  | Marián Gáborík     | F    | 65              | 38        | 28           | 66      | Ne                      |                   |                      |                 |
| New York Islanders    | 31  | Miroslav Šatan     | F    | 82              | 35        | 31           | 66      | Ne                      |                   |                      |                 |
| Los Angeles Kings     | 31  | Pavol Demitra      | F    | 58              | 25        | 37           | 62      | Ne                      |                   |                      |                 |
| Phoenix Coyotes       | 26  | Ladislav Nagy      | F    | 51              | 15        | 41           | 56      | Ne                      |                   |                      |                 |
| Florida Panthers      | 33  | Jozef Stümpel      | F    | 74              | 15        | 37           | 52      | Ne                      |                   |                      |                 |
| Colorado Avalanche    | 23  | Marek Svatoš       | F    | 61              | 32        | 18           | 50      | Ne                      |                   |                      |                 |
| Philadelphia Flyers   | 28  | Michal Handzuš     | F    | 73              | 11        | 33           | 44      | 6                       | 0                 | 2                    | 2               |
| Ottawa Senators       | 28  | Zdeno Chára        | D    | 71              | 16        | 27           | 43      | 10                      | 1                 | 3                    | 4               |
| Pittsburgh Penguins   | 33  | Žigmund Pálffy     | F    | 42              | 11        | 31           | 42      | Ne                      |                   |                      |                 |
| Atlanta Thrashers     | 37  | Peter Bondra       | F    | 60              | 21        | 18           | 39      | Ne                      |                   |                      |                 |
| Ottawa Senators       | 20  | Andrej Meszároš    | D    | 82              | 10        | 29           | 39      | 10                      | 1                 | 0                    | 1               |
| Florida Panthers      | 25  | Juraj Kolník       | F    | 77              | 15        | 20           | 35      | Ne                      |                   |                      |                 |
| Montreal Canadiens    | 29  | Richard Zedník     | F    | 67              | 16        | 14           | 30      | 6                       | 2                 | 0                    | 2               |
| Pittsburgh Penguins   | 24  | Tomáš Surový       | F    | 53              | 12        | 13           | 25      | Ne                      |                   |                      |                 |
| Atlanta Thrashers     | 28  | Ronald Petrovický  | F    | 60              | 8         | 12           | 20      | Ne                      |                   |                      |                 |
| New York Rangers      | 24  | Marcel Hossa       | F    | 64              | 10        | 6            | 16      | 4                       | 0                 | 0                    | 0               |
| Philadelphia Flyers   | 25  | Branko Radivojevič | F    | 64              | 8         | 6            | 14      | 5                       | 1                 | 0                    | 1               |
| Boston Bruins         | 22  | Milan Jurčina      | D    | 51              | 6         | 5            | 11      | Ne                      |                   |                      |                 |
| St. Louis Blues       | 28  | Vladimír Országh   | F    | 16              | 4         | 5            | 9       | Ne                      |                   |                      |                 |
| Washington Capitals   | 29  | Ivan Majeský       | D    | 57              | 1         | 8            | 9       | Ne                      |                   |                      |                 |
| Tampa Bay Lightning   | 25  | Martin Cibák       | F    | 65              | 2         | 6            | 8       | 5                       | 0                 | 0                    | 0               |
| Columbus Blue Jackets | 29  | Radoslav Suchý     | D    | 79              | 1         | 7            | 8       | Ne                      |                   |                      |                 |
| Chicago Blackhawks    | 24  | Milan Bartovič     | F    | 24              | 1         | 6            | 7       | Ne                      |                   |                      |                 |
| St. Louis Blues       | 26  | Peter Sejna        | F    | 6               | 1         | 1            | 2       | Ne                      |                   |                      |                 |
| Colorado Avalanche    | 23  | Peter Budaj        | G    | 34              | 0         | 1            | 1       | Ne                      |                   |                      |                 |
| Florida Panthers      | 25  | Branislav Mezei    | D    | 16              | 0         | 1            | 1       | Ne                      |                   |                      |                 |
| Vancouver Canucks     | 23  | Jozef Balej        | F    | 1               | 0         | 1            | 1       | Ne                      |                   |                      |                 |
| Ottawa Senators       | 23  | Tomáš Malec        | D    | 2               | 0         | 0            | 0       | Ne                      |                   |                      |                 |
| Detroit Red Wings     | 23  | Tomáš Kopecký      | F    | 1               | 0         | 0            | 0       | Ne                      |                   |                      |                 |
| Philadelphia Flyers   | 20  | Štefan Ružička     | F    | 1               | 0         | 0            | 0       | Ne                      |                   |                      |                 |

- F = Útočník
- D = Obránce
- G = Brankář